# 237 км (зупинний пункт)
237 км — пасажирська залізнична платформа Запорізької дирекції Придніпровської залізниці на лінії Запоріжжя II — Пологи між станцією Обща (3 км) та зупинним пунктом 242 км (5 км).
Розташована між селами Юрківка і Таврійське Оріхівського району Запорізької області.

## Пасажирське сполучення
На зупинному пункті 237 км зупиняються потяги приміського сполучення:
- Запоріжжя — Пологи — Бердянськ;
- Бердянськ — Пологи — Запоріжжя.